# Confiança Esporte Clube
El Confiança Esporte Clube es un equipo de fútbol de Brasil que juega en el campeonato Paraibano de Segunda División, la segunda categoría del estado de Paraíba.

## Historia
Fue fundado el 22 de abril de 1953 en el municipio de Sapé del estado de Paraíba luego de que se dividiera el Atlético Sapé y el nombre es por Moinho Confiança, uno de los fundadores del club y quien donó el uniforme.
En 1958 participa por primera vez en el Campeonato Paraibano, aunque fue hasta 1996 que el club se vuelve profesional, ganando el título estatal en 1997, obteniendo la clasificación para la Copa de Brasil de 1998, pero desistieron de participar y cedieron su lugar al Botafogo.
En 1999 descenderían del Campeonato Paraibano y el club permanece inactivo hasta que en 2004 regresa a la actividad en la segunda división estatal a pesar de las condiciones en las que se encontraba su estadio. En 2018 retorna al profesionalismo.

## Palmarés
- Campeonato Paraibano: 1

1997
- Copa Rural: 1

2005

## Jugadores

### Jugadores destacados
- Durval[5]